# Sachsenberg (Odenwald)
Der Sachsenberg ist ein Berg im Odenwald und liegt im Westen der Gemarkung Schloßau an der Westgrenze der Gemeinde Mudau im baden-württembergischen Neckar-Odenwald-Kreis, nur 1000 Meter von der Landesgrenze nach Hessen entfernt, die südlich von ihm im Galmbach und an seiner Westseite im Itterbach verläuft. Der Sachsenberg ist vollständig bewaldet. 
Der Sachsenberg ist der Gipfel eines rund 1300 Meter langen und schmalen Bergrückens, der ihn nach Norden mit dem Hohwald (552,8 m ü. NN) verbindet, auf dem Reste des Neckar-Odenwald-Limes zu finden sind. Auf drei Seiten fällt der Sachsenberg steil in teilweise über 200 Meter tief eingeschnittene Täler ab: nach Westen zum Itterbach, nach Süden zum Galmbach und nach Südosten zum Wassergrund. Diese Täler sind Verkehrsadern für den überörtlichen Straßenverkehr.